# 1-penny
 Der er for få eller ingen kildehenvisninger i denne artikel, hvilket er et problem. Du kan hjælpe ved at angive troværdige kilder til de påstande, som fremføres i artiklen.

En penny-mønten er den mindste cirkulerende mønt i områder der benytter britiske pund. Den har værdien 0,01 pund. Den vejer 3,56 gram. Mønten har været i omløb siden 1971 og er sammen med to pence-mønten den ældste cirkulerende mønt af britiske pund, da alle andre mønter siden da er blevet ændret. Indtil 1991 blev mønterne lavet af bronze, siden da er de blevet lavet af kobberbelagt stål. På forsiden af alle 1 penny mønterne ser man som på alle andre britiske mønter et portræt af dronning Elizabeth d. 2.
- På bagsiden af mønterne i Storbritannien sås fra 1971 til 2008 et jerngitter med en krone og to kæder. Siden 2008 har bagsiden vist den venstre midte af Storbritanniens rigsvåben.
- På bagsiden af mønterne på Jersey ses Le Hocq tårnet.
- På bagsiden af mønterne på Guernsey ses en krabbe, indtil 1984 sås en sule.
- På bagsiden af mønterne på Isle of Man sås fra 1971-1975 et keltisk kors, 1976-1979 et Manx Loaghtan får, 1980-1983 en Manx kat, 1984-1987 en europæisk skarv, 1988-1995 et industrimotiv, 1996-1999 rugby, 2000-2003 en kirkeruin, 2004-2012 Santon krigsmindesmærke.
- På bagsiden af mønterne i Gibraltar sås indtil 2004 en berberhøne, i 2004 en berberabe, siden 2004 forfatningsordren fra 1969.
- På bagsiden af mønterne på Sankt Helena ses en tunfisk.
- På bagsiden af mønterne på Falklandsøerne ses to æselpingviner